# Mikladalur
Mikladalur – wieś leżąca na Wyspach Owczych, na wyspie Kalsoy. W styczniu 2015 roku populacja miejscowości wynosiła 29 osób.
Nad brzegiem oceanu stoi rzeźba Kópakonan z 2014.

## Demografia
Według danych Urzędu Statystycznego (I 2015 r.) jest 87. co do wielkości miejscowością Wysp Owczych.